# Puylaurens
Ne pas confondre avec Puilaurens, commune de l'Aude.
Puylaurens [pɥiloʁɛ̃s] (prononciation locale) est une commune française située dans le sud du département du Tarn, en région Occitanie. Sur le plan historique et culturel, la commune est dans le Lauragais, l'ancien « Pays de Cocagne », lié à la fois à la culture du pastel et à l’abondance des productions, et de « grenier à blé du Languedoc ».
Exposée à un climat océanique altéré, elle est drainée par l'Agout, le Girou, le ruisseau de Bagas, le ruisseau d'en Guibaud, Beral Den Alric, le ruisseau de Caudiès, le ruisseau d'Oulmine et par divers autres petits cours d'eau. La commune possède un patrimoine naturel remarquable : un site Natura 2000 (Les « vallées du Tarn, de l'Aveyron, du Viaur, de l'Agout et du Gijou ») et cinq zones naturelles d'intérêt écologique, faunistique et floristique.
Puylaurens est une commune rurale qui compte 3 212 habitants en 2022. Ses habitants sont appelés les Puylaurentais ou  Puylaurentaises.

## Géographie

### Localisation
Puylaurens domine de ses 375 m la plaine du Lauragais, aux portes de la montagne Noire. La commune est située à 41 km à l'est de Toulouse et à 25 km à l'ouest de Castres. Vers le nord se trouve la vallée de l'Agout et, vers le sud, la montagne Noire et les Pyrénées.
Tout comme ses communes voisines, notamment sur l'axe Toulouse-Castres, Puylaurens profite de sa position de carrefour entre ces deux villes. La RN 126 permet de rejoindre l'est de la périphérie Toulousaine en moins de 45 minutes. L'étalement urbain s'accélérant, Puylaurens pourrait prochainement devenir une commune de l'aire urbaine de Toulouse, comme Cuq-Toulza et Cambon-lès-Lavaur depuis 2010.
Comme ses voisins Saint-Félix-Lauragais, Montgey ou Saint-Julia-de-Gras-Capou (de l'Occitan chapon gras), le village s'est construit sur un puy (puech ou puèg, en occitan) qui lui donne une situation « aérienne » privilégiée. Depuis 700 ans, Puylaurens a attiré les éleveurs du grand Sud par le commerce du bétail[réf. nécessaire].

### Communes limitrophes
Puylaurens est limitrophe de dix-sept autres communes.
| Saint-Paul-Cap-de-Joux, Prades                                                       | Guitalens-L'Albarède | Vielmur-sur-Agout                |
| Bertre, Appelle, Lacroisille, Cuq-Toulza                                             | Puylaurens           | Sémalens, Saint-Germain-des-Prés |
| Péchaudier, Saint-Sernin-lès-Lavaur, Péchaudier, Aguts (par un quadripoint), Montgey | Poudis, Blan         | Lempaut                          |

### Hydrographie

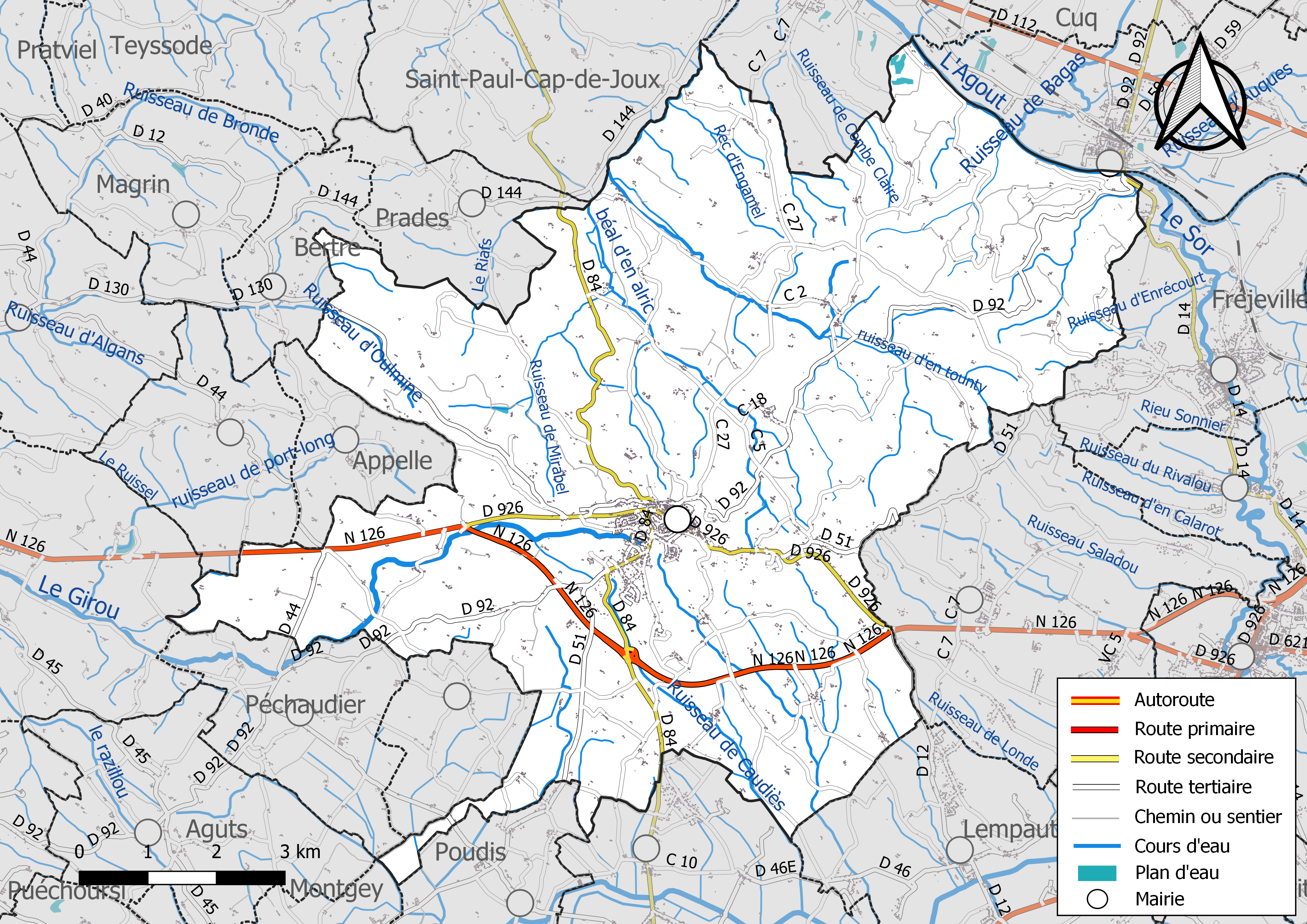
Réseaux hydrographique et routier de Puylaurens.

La commune est dans le bassin de la Garonne, au sein du bassin hydrographique Adour-Garonne. Elle est drainée par l'Agout, le Girou, le ruisseau de Bagas, le ruisseau d'en Guibaud, Beral Den Alric, le ruisseau de Caudiès, le ruisseau d'Oulmine, Béral d'en Guibaud, la Garenne, le Riafs, Rec de la Ricaudié, Rec d'Engamel, et par divers petits cours d'eau, qui constituent un réseau hydrographique de 107 km de longueur totale,.
L'Agout, d'une longueur totale de 194,4 km, prend sa source dans la commune de Cambon-et-Salvergues et s'écoule d'est en ouest. Il traverse la commune et se jette dans le Tarn à Saint-Sulpice-la-Pointe, après avoir traversé 35 communes.
Le Girou, d'une longueur totale de 64,5 km, prend sa source dans la commune et s'écoule du sud-est vers le nord-ouest. Il traverse la commune et se jette dans l'Hers-Mort à Saint-Jory, après avoir traversé 31 communes.
Le ruisseau de Bagas, d'une longueur totale de 21,1 km, prend sa source dans la commune de Montfa et s'écoule du nord-est au sud-ouest. Il traverse la commune et se jette dans l'Agout sur le territoire communal, après avoir traversé 7 communes.
Le ruisseau d'en Guibaud, d'une longueur totale de 10,5 km, prend sa source dans la commune et s'écoule vers le sud puis se réoriente vers le nord-ouest puis vers le nord-est. Il traverse la commune et se jette dans l'Agout à Saint-Paul-Cap-de-Joux, après avoir traversé 3 communes.

## Climat
Pour des articles plus généraux, voir Climat de l'Occitanie et Climat du Tarn.
En 2010, le climat de la commune est de type climat océanique altéré, selon une étude du Centre national de la recherche scientifique s'appuyant sur une série de données couvrant la période 1971-2000. En 2020, Météo-France publie une typologie des climats de la France métropolitaine dans laquelle la commune est toujours exposée à un climat océanique altéré et est dans la région climatique Aquitaine, Gascogne, caractérisée par une pluviométrie abondante au printemps, modérée en automne, un faible ensoleillement au printemps, un été chaud (19,5 °C), des vents faibles, des brouillards fréquents en automne et en hiver et des orages fréquents en été (15 à 20 jours).
Pour la période 1971-2000, la température annuelle moyenne est de 12,7 °C, avec une amplitude thermique annuelle de 15,7 °C. Le cumul annuel moyen de précipitations est de 929 mm, avec 10,4 jours de précipitations en janvier et 6,1 jours en juillet. Pour la période 1991-2020, la température moyenne annuelle observée sur la station météorologique installée sur la commune est de 14,4 °C et le cumul annuel moyen de précipitations est de 782,0 mm. 
La température maximale relevée sur cette station est de 42,5 °C, atteinte le 13 août 2003 ; la température minimale est de −16,5 °C, atteinte le 16 janvier 1985,,.
| Mois                                  | jan.             | fév.         | mars        | avril         | mai          | juin          | jui.         | août          | sep.        | oct.          | nov.          | déc.          | année      |
| ------------------------------------- | ---------------- | ------------ | ----------- | ------------- | ------------ | ------------- | ------------ | ------------- | ----------- | ------------- | ------------- | ------------- | ---------- |
| Température minimale moyenne (°C)     | 3,2              | 3,3          | 5,5         | 7,8           | 11,3         | 14,8          | 16,7         | 16,7          | 13,8        | 11,1          | 6,5           | 4             | 9,6        |
| Température moyenne (°C)              | 6,4              | 7,3          | 10,4        | 13,1          | 16,8         | 20,7          | 22,9         | 23,1          | 19,5        | 15,8          | 10            | 7,1           | 14,4       |
| Température maximale moyenne (°C)     | 9,7              | 11,3         | 15,3        | 18,3          | 22,2         | 26,6          | 29,2         | 29,4          | 25,3        | 20,4          | 13,5          | 10,3          | 19,3       |
| Record de froid (°C) date du record   | −16,5 16.01.1985 | −11 09.02.12 | −8 01.03.05 | −1 14.04.1998 | 1 04.05.1986 | 5 09.06.1999  | 6,5 17.07.00 | 8 30.08.1986  | 5 28.09.02  | −2 21.10.07   | −7 23.11.1988 | −8 24.12.01   | −16,5 1985 |
| Record de chaleur (°C) date du record | 19 05.01.18      | 26 27.02.19  | 27 30.03.17 | 32 30.04.05   | 35 29.05.01  | 39,5 21.06.03 | 40 31.07.20  | 42,5 13.08.03 | 37 05.09.06 | 32 01.10.1997 | 27 07.11.15   | 22,5 05.12.06 | 42,5 2003  |
| Précipitations (mm)                   | 71,9             | 54,2         | 62,9        | 87,6          | 89,3         | 61,4          | 45,4         | 44,8          | 60,2        | 61,1          | 73,5          | 69,7          | 782        |

| Diagramme climatique                                  |             |             |             |              |              |              |              |              |              |             |           |
| J                                                     | F           | M           | A           | M            | J            | J            | A            | S            | O            | N           | D         |
| 9,73,271,9                                            | 11,33,354,2 | 15,35,562,9 | 18,37,887,6 | 22,211,389,3 | 26,614,861,4 | 29,216,745,4 | 29,416,744,8 | 25,313,860,2 | 20,411,161,1 | 13,56,573,5 | 10,3469,7 |
| Moyennes : • Temp. maxi et mini °C • Précipitation mm |             |             |             |              |              |              |              |              |              |             |           |

Les paramètres climatiques de la commune ont été estimés pour le milieu du siècle (2041-2070) selon différents scénarios d'émission de gaz à effet de serre à partir des nouvelles projections climatiques de référence DRIAS-2020. Ils sont consultables sur un site dédié publié par Météo-France en novembre 2022.

## Milieux naturels et biodiversité

### Réseau Natura 2000

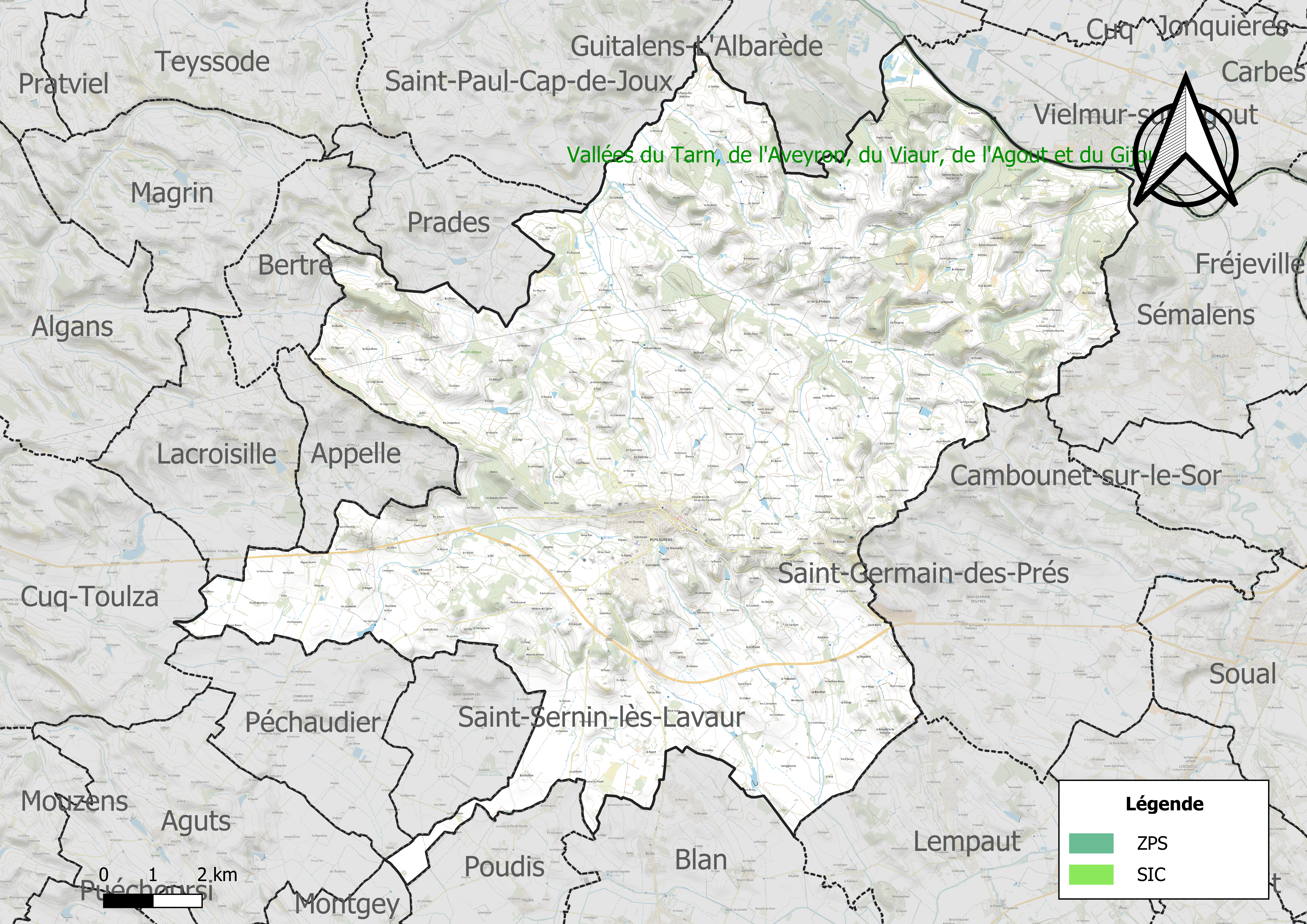
Site Natura 2000 sur le territoire communal.

Le réseau Natura 2000 est un réseau écologique européen de sites naturels d'intérêt écologique élaboré à partir des directives habitats et oiseaux, constitué de zones spéciales de conservation (ZSC) et de zones de protection spéciale (ZPS).
Un site Natura 2000 a été défini sur la commune au titre de la directive habitats : Les « vallées du Tarn, de l'Aveyron, du Viaur, de l'Agout et du Gijou », d'une superficie de 17 144 ha, s'étendant sur 136 communes dont 41 dans l'Aveyron, 8 en Haute-Garonne, 50 dans le Tarn et 37 dans le Tarn-et-Garonne. Elles présentent une très grande diversité d'habitats et d'espèces dans ce vaste réseau de cours d'eau et de gorges. La présence de la Loutre d'Europe et de la moule perlière d'eau douce est également d'un intérêt majeur.

### Zones naturelles d'intérêt écologique, faunistique et floristique
L’inventaire des zones naturelles d'intérêt écologique, faunistique et floristique (ZNIEFF) a pour objectif de réaliser une couverture des zones les plus intéressantes sur le plan écologique, essentiellement dans la perspective d’améliorer la connaissance du patrimoine naturel national et de fournir aux différents décideurs un outil d’aide à la prise en compte de l’environnement dans l’aménagement du territoire.
Quatre ZNIEFF de type 1 sont recensées sur la commune :
- les « bois et coteaux de Sémalens et butte de Laudrandié » (414 ha), couvrant 3 communes du département[19] ;
- les « bois Grand et bois de Caudeval » (229 ha), couvrant 2 communes du département[20] ;
- les « coteaux secs du Travers de Gamanel, du chateau d'Arpelle et de la butte Saint-Loup » (188 ha), couvrant 6 communes du département[21] ;
- les « gravières de Caudeval » (68 ha), couvrant 2 communes du département[22] ;

et une ZNIEFF de type 2, : 
les « rivières Agoût et Tarn de Burlats à Buzet-sur-Tarn » (1 364 ha), couvrant 24 communes du département.

Carte des ZNIEFF de type 1 et 2 à Puylaurens.
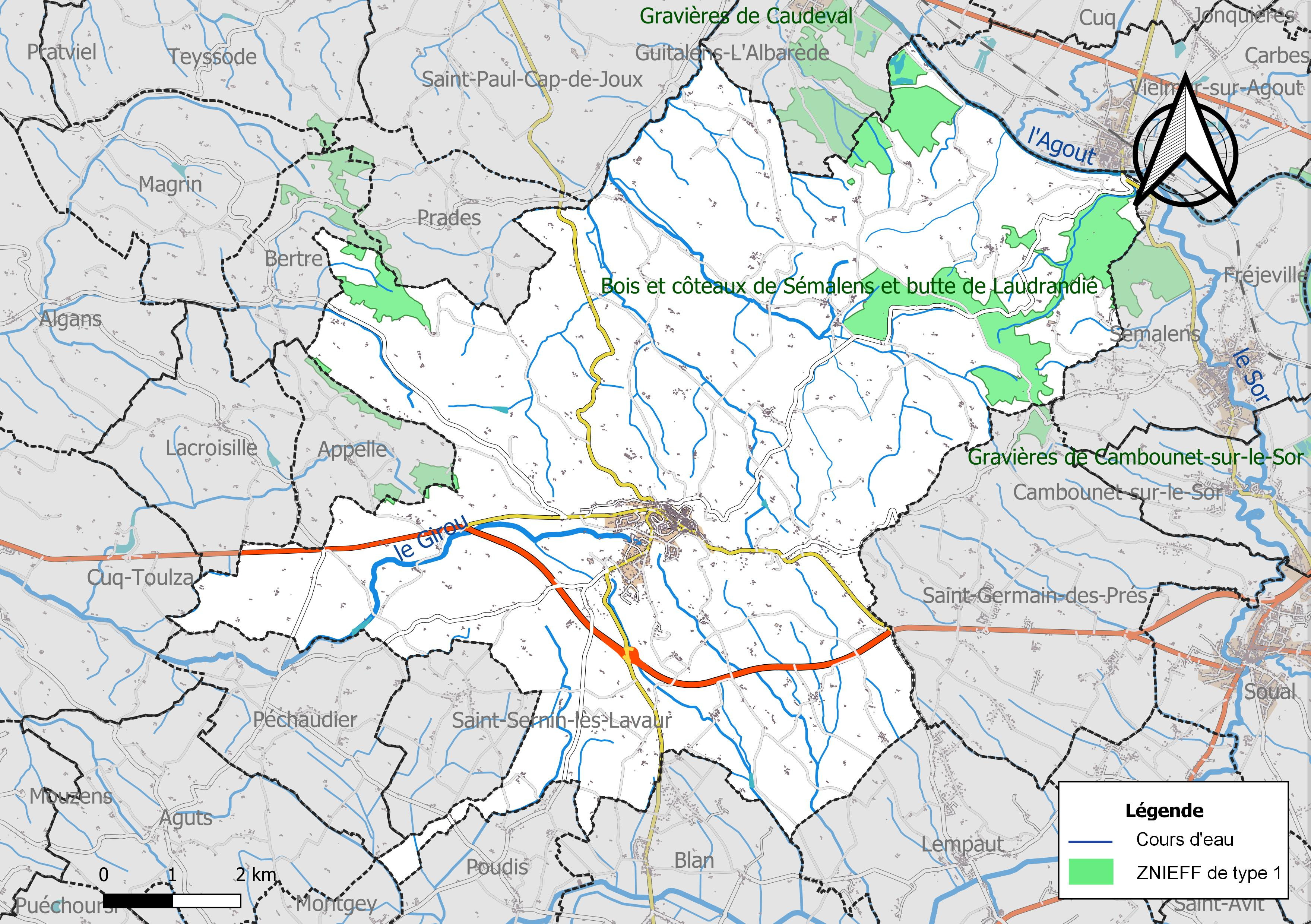
Carte des ZNIEFF de type 1 sur la commune.
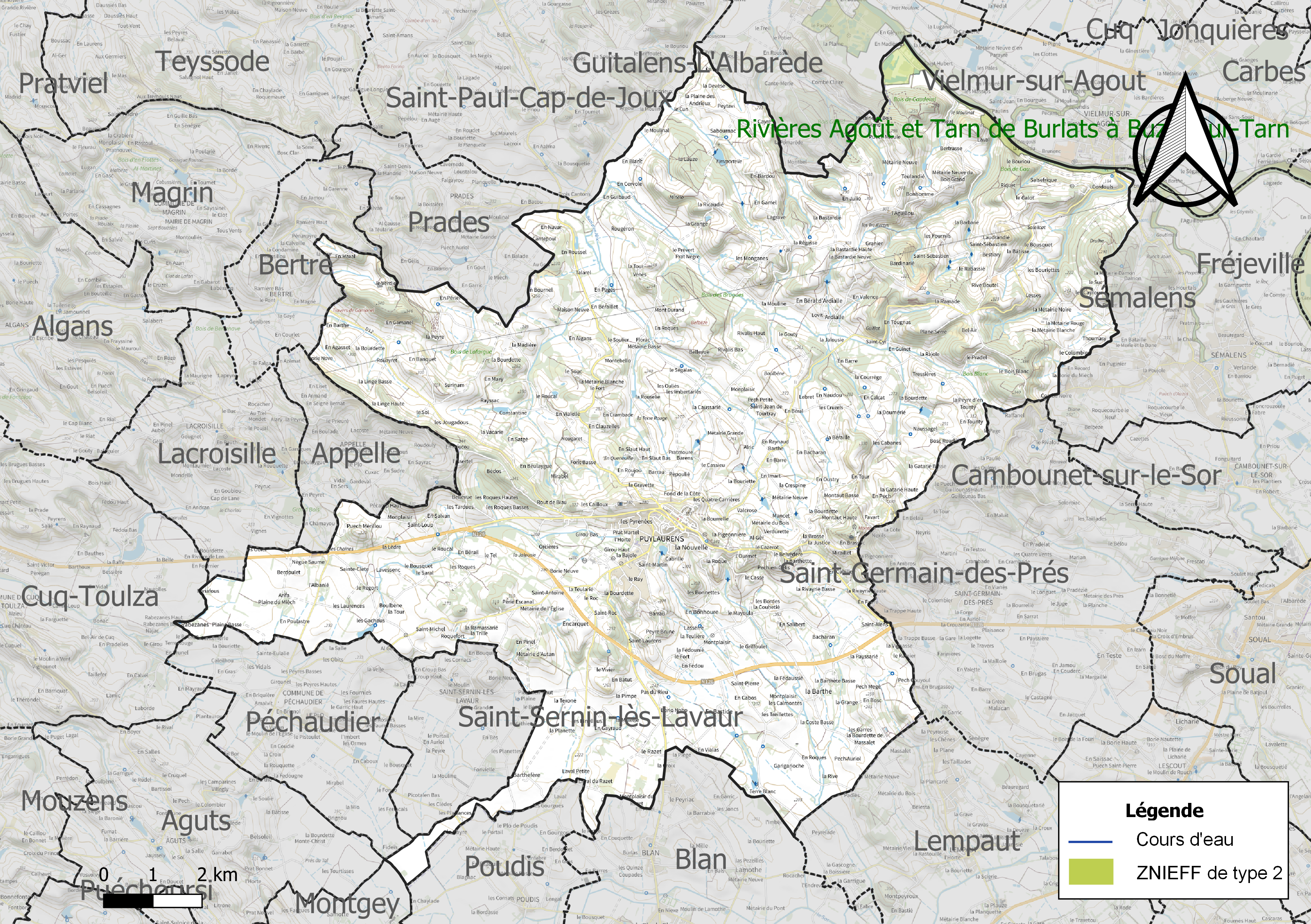
Carte de la ZNIEFF de type 2 sur la commune.

## Urbanisme

### Typologie
Au 1er janvier 2024, Puylaurens est catégorisée commune rurale à habitat très dispersé, selon la nouvelle grille communale de densité à sept niveaux définie par l'Insee en 2022.
Elle est située hors unité urbaine et hors attraction des villes,.

### Occupation des sols

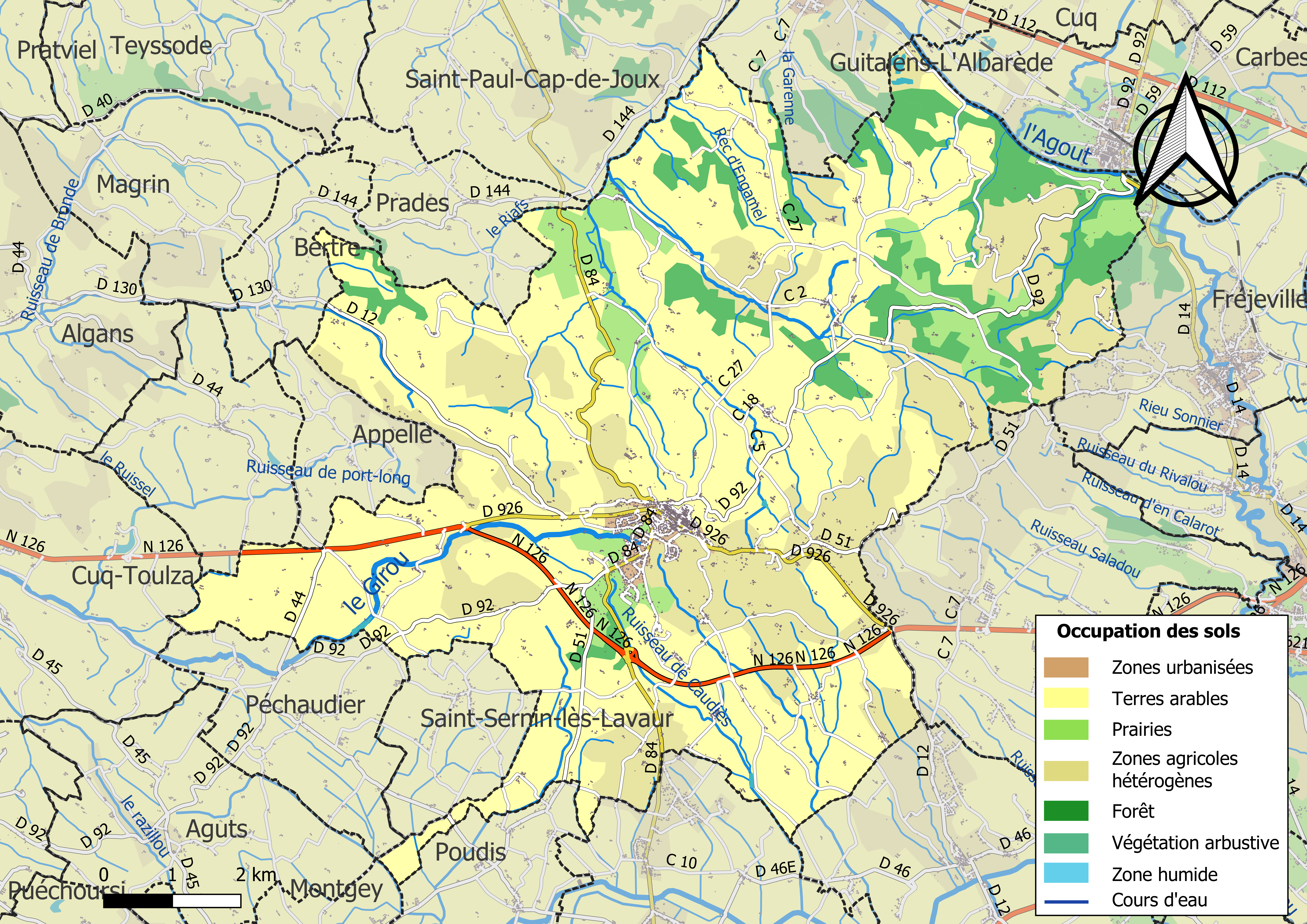
Carte des infrastructures et de l'occupation des sols de la commune en 2018 (CLC).

L'occupation des sols de la commune, telle qu'elle ressort de la base de données européenne d’occupation biophysique des sols Corine Land Cover (CLC), est marquée par l'importance des territoires agricoles (89,8 % en 2018), une proportion sensiblement équivalente à celle de 1990 (90,2 %). La répartition détaillée en 2018 est la suivante : 
terres arables (59,4 %), zones agricoles hétérogènes (24,1 %), forêts (9 %), prairies (6,4 %), zones urbanisées (1,2 %). L'évolution de l’occupation des sols de la commune et de ses infrastructures peut être observée sur les différentes représentations cartographiques du territoire : la carte de Cassini (XVIIIe siècle), la carte d'état-major (1820-1866) et les cartes ou photos aériennes de l'IGN pour la période actuelle (1950 à aujourd'hui).

### Voies de communication et transports
Le village est facilement accessible en voiture par un faisceau de routes (maintenant peu fréquenté avec la rocade et peu de circulation l'été) de campagne, hérité de l'époque où les éleveurs et maquignons de la région se retrouvaient sur la grand place, le mercredi matin, pour le marché au bétail[réf. nécessaire]. Le contournement de Puylaurens, ouvert en 2008, rend au village sa sérénité rurale[Interprétation personnelle ?].
La ligne 760 du réseau régional liO assure la desserte de la commune, en la reliant à Castres et à Toulouse.

### Risques majeurs
Le territoire de la commune de Puylaurens est vulnérable à différents aléas naturels : météorologiques (tempête, orage, neige, grand froid, canicule ou sécheresse), inondations, mouvements de terrains et séisme (sismicité très faible). Il est également exposé à deux risques technologiques, le transport de matières dangereuses et la rupture d'un barrage. Un site publié par le BRGM permet d'évaluer simplement et rapidement les risques d'un bien localisé soit par son adresse soit par le numéro de sa parcelle.

#### Risques naturels
Certaines parties du territoire communal sont susceptibles d’être affectées par le risque d’inondation par débordement de cours d'eau, notamment l'Agout, le Girou, le ruisseau de Bagas et le ruisseau d'en Guibaud. La cartographie des zones inondables en ex-Midi-Pyrénées réalisée dans le cadre du XIe Contrat de plan État-région, visant à informer les citoyens et les décideurs sur le risque d’inondation, est accessible sur le site de la DREAL Occitanie. La commune a été reconnue en état de catastrophe naturelle au titre des dommages causés par les inondations et coulées de boue survenues en 1982, 1996, 2013, 2018 et 2020,.
Puylaurens est exposée au risque de feu de forêt. En 2022, il n'existe pas de Plan de Prévention des Risques incendie de forêt (PPRif). Le débroussaillement aux abords des maisons constitue l’une des meilleures protections pour les particuliers contre le feu,.

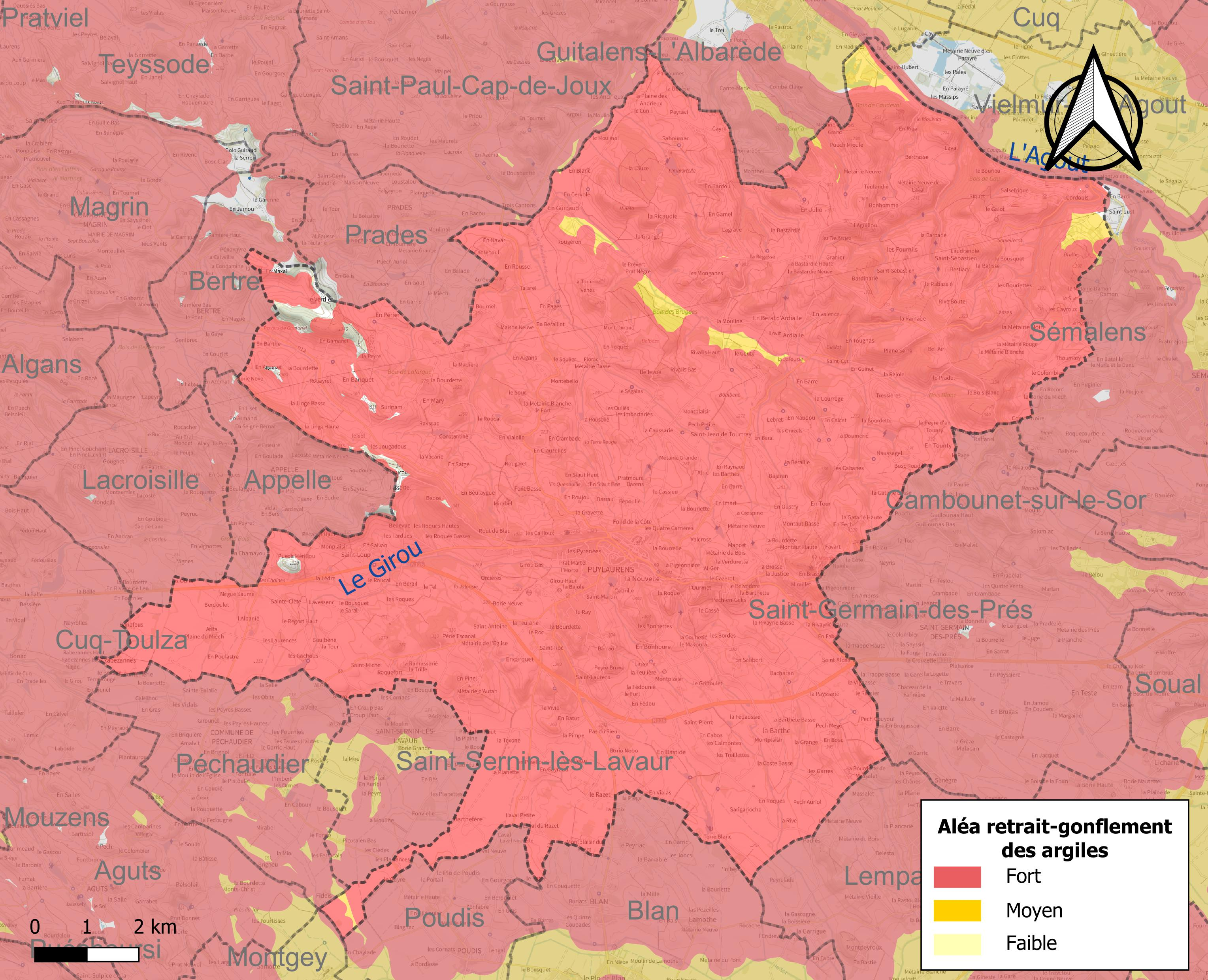
Carte des zones d'aléa retrait-gonflement des sols argileux de Puylaurens.

La commune est vulnérable au risque de mouvements de terrains constitué principalement du retrait-gonflement des sols argileux. Cet aléa est susceptible d'engendrer des dommages importants aux bâtiments en cas d’alternance de périodes de sécheresse et de pluie. 99,3 % de la superficie communale est en aléa moyen ou fort (76,3 % au niveau départemental et 48,5 % au niveau national). Sur les 1 541 bâtiments dénombrés sur la commune en 2019, 1 539 sont en aléa moyen ou fort, soit 100 %, à comparer aux 90 % au niveau départemental et 54 % au niveau national. Une cartographie de l'exposition du territoire national au retrait gonflement des sols argileux est disponible sur le site du BRGM,.
Par ailleurs, afin de mieux appréhender le risque d’affaissement de terrain, l'inventaire national des cavités souterraines permet de localiser celles situées sur la commune.

#### Risques technologiques
Le risque de transport de matières dangereuses sur la commune est lié à sa traversée par des infrastructures routières ou ferroviaires importantes ou la présence d'une canalisation de transport d'hydrocarbures. Un accident se produisant sur de telles infrastructures est susceptible d’avoir des effets graves sur les biens, les personnes ou l'environnement, selon la nature du matériau transporté. Des dispositions d’urbanisme peuvent être préconisées en conséquence.
La commune est en outre située en aval d'un barrage de classe A. À ce titre elle est susceptible d’être touchée par l’onde de submersion consécutive à la rupture de cet ouvrage.

## Toponymie
Le nom de la commune en occitan est Puèglaurenç (prononcé localement [pɛlljaurens]), ce qui a été francisé en Puylaurens. Il est intéressant de noter qu'en occitan le g ne se prononce pas, mais provoque une gémination du l qui suit. Le premier élément, puèg, provient du latin podium  « hauteur, lieu élevé », tandis que le deuxième laurenç est la forme occitane du prénom Laurent et fait probablement référence à un ancien notable de la ville.

## Histoire

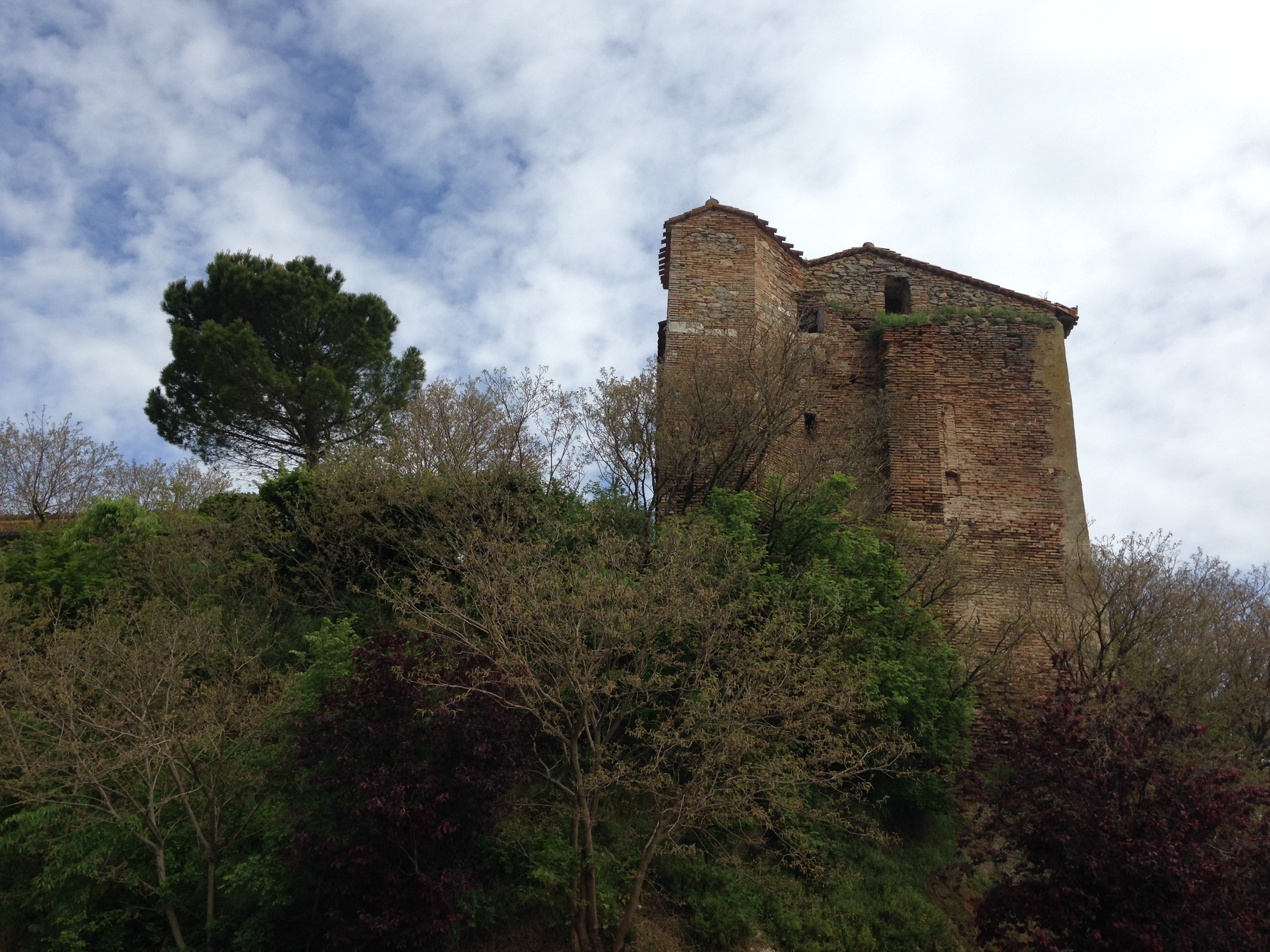
Le château de Cap de Castel

L'édification du château Cap de Castel, dont la fin de construction date de 1258, a été confiée aux corvées cathares sur ordre de Saint Louis, dont les parents Blanche de Castille et Louis VIII auraient séjourné à Puylaurens. Ce bâtiment de briques inscrit à l'inventaire supplémentaire des monuments historiques est situé à la tête du village (Lou Cap, en Occitan) et a servi les intérêts convergents de Rome et de Paris dans la répression des Cathares. Deux fonctions parallèles, politique et religieuse, lui étaient assignées : chapelle et prison du village. Il est aujourd'hui intégré à l'hôtel qui porte son nom.
En juillet 1464, par ses lettres patentes, le roi Louis XI (1423-1483) autorisa trois foires annuelles par an, en confirmant les privilèges de la ville attribuées par ses prédécesseurs.
De 1660 à 1685, l'académie de Puylaurens joue un rôle important dans l’histoire de l’Église réformée.
C'est à Puylaurens, en 1792, que le cordonnier Guillaume Lavabre composa la musique La Garisou de Marianno, qui a donné son nom à Marianne, allégorie de la République française.

### Héraldique et devise
| Blason de Puylaurens | Les armes de Puylaurens se blasonnent ainsi : D'argent au laurier terrassé de sinople, au chef d'azur chargé de trois fleurs de lys d'or, soutenu d'une divise du même. |

La devise de Puylaurens est « Virescit vulnere virtus » en latin (« la blessure renforce le courage »).

## Politique et administration

### Liste des maires
| Période                                  | Période                | Identité            | Étiquette                       | Qualité |
| ---------------------------------------- | ---------------------- | ------------------- | ------------------------------- | --- |
| octobre 1947                             | mars 1971              | Léopold Raynaud     | SFIO                            | Artisan Conseiller général du canton de Puylaurens (1951 → 1970) |
| mars 1971                                | mars 1983              | Louis Maruéjouls    | CD puis UDF                     | Artisan Conseiller général du canton de Puylaurens (1970 → 1988) |
| mars 1983                                | mars 2001              | Louis Fournès       | PS                              | Enseignant Conseiller général du canton de Puylaurens (1988 → 1994) |
| mars 2001                                | avril 2018 (démission) | Anne Laperrouze     | UDF puis MoDem puis AC puis DVC | Directrice de projet Députée européenne (2004 → 2009) Conseiller général du canton de Puylaurens (2001 → 2015) Conseiller départemental du canton du Pastel (2015 → ) 3e vice-présidente de la CC du Sor et de l'Agout |
| avril 2018                               | 2020                   | Patricia Rosenthal  | DVC                             | Biologiste retraitée |
| 2020                                     | En cours               | Jean-Louis Hormière |                                 | Artisan plâtrier |
| Les données manquantes sont à compléter. |                        |                     |                                 | |

## Démographie
| 1793  | 1800  | 1806  | 1821  | 1831  | 1836  | 1841  | 1846  | 1851  |
| ----- | ----- | ----- | ----- | ----- | ----- | ----- | ----- | ----- |
| 5 109 | 5 648 | 6 003 | 6 112 | 6 160 | 6 280 | 6 095 | 6 094 | 6 178 |

| 1856  | 1861  | 1866  | 1872  | 1876  | 1881  | 1886  | 1891  | 1896  |
| ----- | ----- | ----- | ----- | ----- | ----- | ----- | ----- | ----- |
| 5 899 | 5 940 | 5 649 | 5 511 | 5 141 | 5 012 | 4 945 | 4 585 | 4 372 |

| 1901  | 1906  | 1911  | 1921  | 1926  | 1931  | 1936  | 1946  | 1954  |
| ----- | ----- | ----- | ----- | ----- | ----- | ----- | ----- | ----- |
| 4 103 | 4 124 | 4 078 | 3 473 | 3 482 | 3 506 | 3 368 | 3 245 | 3 207 |

| 1962  | 1968  | 1975  | 1982  | 1990  | 1999  | 2004  | 2006  | 2009  |
| ----- | ----- | ----- | ----- | ----- | ----- | ----- | ----- | ----- |
| 3 088 | 2 936 | 2 782 | 2 778 | 2 708 | 2 792 | 2 871 | 2 891 | 3 118 |

| 2014  | 2019  | 2022  | - | - | - | - | - | - |
| ----- | ----- | ----- | - | - | - | - | - | - |
| 3 270 | 3 160 | 3 212 | - | - | - | - | - | - |

## Jumelage

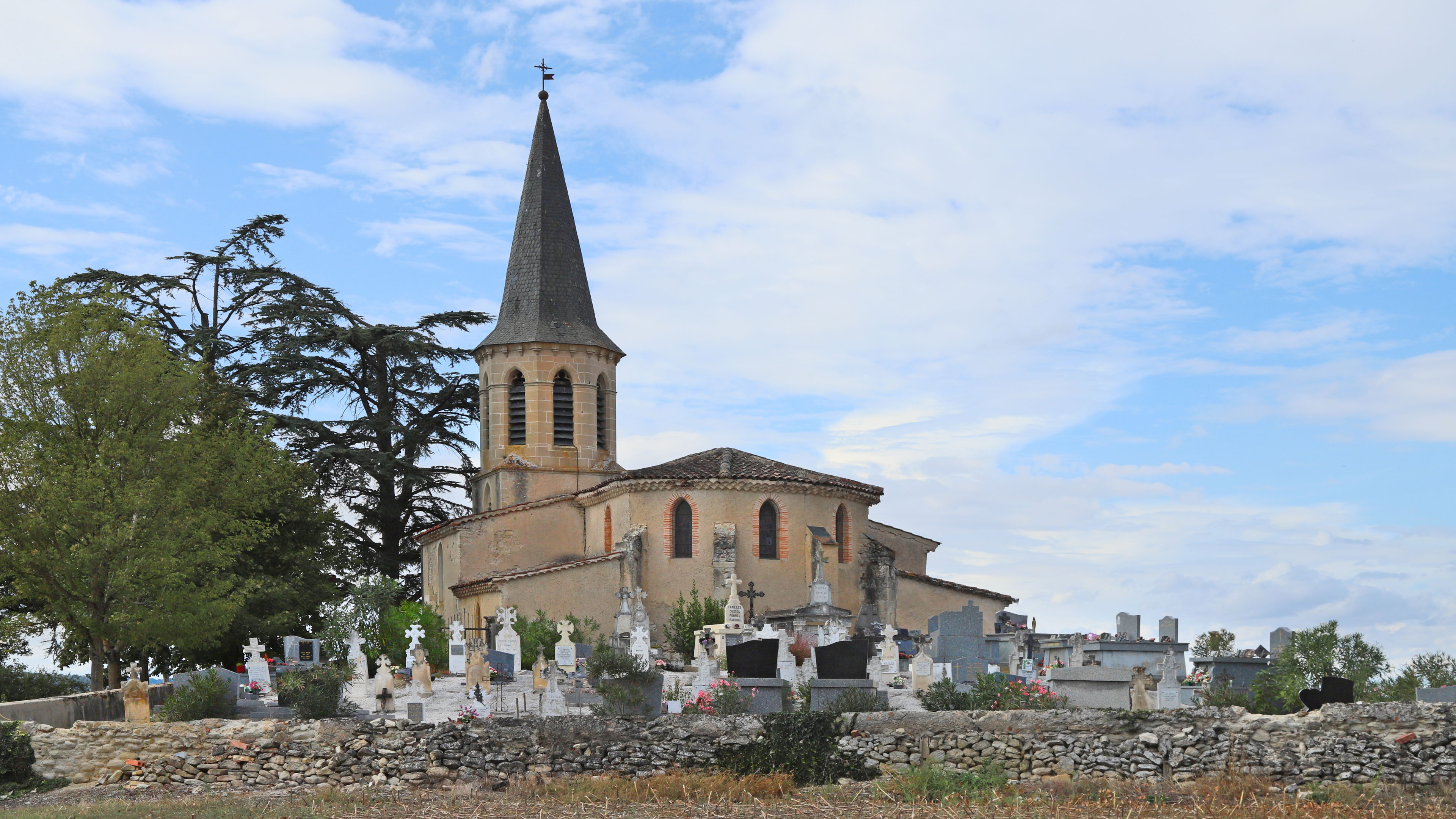
Église Saint-Jean de Saint-Jean-de-Tourtray

- Mulazzo (Italie).

## Économie

### Revenus
En 2018, la commune compte 1 406 ménages fiscaux, regroupant 3 193 personnes. La médiane du revenu disponible par unité de consommation est de 20 040 € (20 400 € dans le département). 40 % des ménages fiscaux sont imposés (42,8 % dans le département).

### Emploi
|                | 2008  | 2013   | 2018  |
| -------------- | ----- | ------ | ----- |
| Commune        | 7,5 % | 10,2 % | 9,5 % |
| Département    | 8,2 % | 9,9 %  | 10 %  |
| France entière | 8,3 % | 10 %   | 10 %  |

En 2018, la population âgée de 15 à 64 ans s'élève à 1 815 personnes, parmi lesquelles on compte 76,7 % d'actifs (67,2 % ayant un emploi et 9,5 % de chômeurs) et 23,3 % d'inactifs,. Depuis 2008, le taux de chômage communal (au sens du recensement) des 15-64 ans est inférieur à celui de la France et du département.
La commune est hors attraction des villes,. Elle compte 996 emplois en 2018, contre 991 en 2013 et 907 en 2008. Le nombre d'actifs ayant un emploi résidant dans la commune est de 1 256, soit un indicateur de concentration d'emploi de 79,2 % et un taux d'activité parmi les 15 ans ou plus de 53,7 %.
Sur ces 1 256 actifs de 15 ans ou plus ayant un emploi, 416 travaillent dans la commune, soit 33 % des habitants. Pour se rendre au travail, 84,1 % des habitants utilisent un véhicule personnel ou de fonction à quatre roues, 1,5 % les transports en commun, 6,1 % s'y rendent en deux-roues, à vélo ou à pied et 8,2 % n'ont pas besoin de transport (travail au domicile).

### Activités hors agriculture

#### Secteurs d'activités
295 établissements sont implantés  à Puylaurens au 31 décembre 2019. Le tableau ci-dessous en détaille le nombre par secteur d'activité et compare les ratios avec ceux du département,.
| Secteur d'activité                                                                                        | Commune | Commune | Département |
| Secteur d'activité                                                                                        | Nombre  | %       | %           |
| --- | ------- | ------- | ----------- |
| Ensemble                                                                                                  | 295     | 100 %   | (100 %)     |
| Industrie manufacturière, industries extractives et autres                                                | 37      | 12,5 %  | (13 %)      |
| Construction                                                                                              | 38      | 12,9 %  | (12,5 %)    |
| Commerce de gros et de détail, transports, hébergement et restauration                                    | 70      | 23,7 %  | (26,7 %)    |
| Information et communication                                                                              | 8       | 2,7 %   | (2,1 %)     |
| Activités financières et d'assurance                                                                      | 9       | 3,1 %   | (3,3 %)     |
| Activités immobilières                                                                                    | 10      | 3,4 %   | (4,2 %)     |
| Activités spécialisées, scientifiques et techniques et activités de services administratifs et de soutien | 39      | 13,2 %  | (13,8 %)    |
| Administration publique, enseignement, santé humaine et action sociale                                    | 58      | 19,7 %  | (15,5 %)    |
| Autres activités de services                                                                              | 26      | 8,8 %   | (9 %)       |

Le secteur du commerce de gros et de détail, des transports, de l'hébergement et de la restauration est prépondérant sur la commune puisqu'il représente 23,7 % du nombre total d'établissements de la commune (70 sur les 295 entreprises implantées  à Puylaurens), contre 26,7 % au niveau départemental.

#### Entreprises et commerces
Les cinq entreprises ayant leur siège social sur le territoire communal qui génèrent le plus de chiffre d'affaires en 2020 sont : 
- SA Des Abattoirs Puylaurentais, transformation et conservation de la viande de boucherie (3 228 k€)
- Silastef, supermarchés (2 484 k€)
- Midi Pyrenees Environnement - Mpe, services d'aménagement paysager (1 591 k€)
- Eco Invest, activités des sociétés holding (576 k€)
- Les Circuits De L'aubepine, location et location-bail d'articles de loisirs et de sport (458 k€)

### Agriculture
La commune est dans le Lauragais tarnais, une petite région agricole située dans le sud-ouest du département du Tarn. En 2020, l'orientation technico-économique de l'agriculture  sur la commune est la polyculture et/ou le polyélevage.
|               | 1988  | 2000  | 2010  | 2020  |
| ------------- | ----- | ----- | ----- | ----- |
| Exploitations | 183   | 140   | 108   | 94    |
| SAU (ha)      | 5 863 | 5 266 | 4 792 | 4 992 |

Le nombre d'exploitations agricoles en activité et ayant leur siège dans la commune est passé de 183 lors du recensement agricole de 1988  à 140 en 2000 puis à 108 en 2010 et enfin à 94 en 2020, soit une baisse de 49 % en 32 ans. Le même mouvement est observé à l'échelle du département qui a perdu pendant cette période 58 % de ses exploitations,. La surface agricole utilisée sur la commune a également diminué, passant de 5 863 ha en 1988 à 4 992 ha en 2020. Parallèlement la surface agricole utilisée moyenne par exploitation a augmenté, passant de 32 à 53 ha.

## Culture locale et patrimoine

### Lieux et monuments
- Château de Puylaurens[51].
- Motte Saint-Jean à Saint-Jean-de-Tourtrac. La motte est située sur un léger relief de terrain, dans un vallon. De forme circulaire, elle a un diamètre de 30 m à sa base et de 10 à 15 m de hauteur. Un effondrement au pied de la motte indique l'entrée d'un souterrain artificiel connu des habitants du village voisin d'Alric. À la surface de la motte, des effondrements, des poteries et autres artefacts, semblant indiquer la présence de fosses[52].
- Site du Fort (la Métairie Blanche). Le site du Fort est l'emplacement probable d'une ancienne motte. Au nord, à 150 m se trouve une cavité monocellulaire, complétée par une structure bâtie extérieure, creusée dans la falaise à laquelle on accédait par une petite galerie dotée de feuillures[53].
- Académie de Puylaurens.
- Église Notre-Dame d'Ardialle.
- Église Notre-Dame de La Barthe.
- Église Saint-Étienne de Florac.
- Église Saint-Jean de Saint-Jean-de-Tourtray.
- Église Notre-Dame-du-Lac de Puylaurens.
- Église Saint-Loup de Saint-Loup.
- Église Saint-Théodard de Vénès.
- Temple protestant de Puylaurens. L'édifice a été inscrit au titre des monuments historiques en 2015[54].
- Chapelle ruinée de Notre-Dame de Sabournac. Elle occupe le sommet d'une ancienne motte. On mentionne oralement l'existence sur le site d'un souterrain qui à ce jour n'a pas été localisé[55].

### Personnalités liées à la commune
- Antoine de L'Age.
- Marianne : Puylaurens est le berceau occitan de la Marianne républicaine.
- Guillaume Lavabre, cordonnier et poète qui a donné nom à Marianne.
- François Solomiac, homme politique né en 1747 à Puylaurens (Tarn) et mort le 2 avril 1829.
- Jean-Pierre-Antoine Rey (1767-1842), général des armées de la République et de l'Empire y est né et décédé.
- Georges Frêche (1938-2010), ancien président du conseil régional de Languedoc-Roussillon, ancien député et ancien maire de Montpellier y naquit et y est inhumé.
- Louis Fournès (1937-2012), maire durant dix-huit ans (1983-2001), conseiller général du Tarn, fondateur du collège de Puylaurens, créateur de « classes vertes », suppléant du député Charles Pistre, fondateur de l'École nouvelle La Prairie à Toulouse[56].
- Anne Laperrouze (née en 1956), maire de la commune de 2001 à 2018, ancienne députée européenne.
- Suzon de Terson, poétesse de langue française et de langue occitane née dans la commune en 1657.

## Vie pratique

### Enseignement
L'éducation est assurée sur la commune de Puylaurens depuis la crèche jusqu'au collège.

## Pour approfondir